# 이영준 (아이스하키 선수)
이영준(1991년 1월 3일~)은 대한민국의 아이스하키 선수로 포지션은 센터이다. 현재 아시아리그 아이스하키의 안양 한라 소속으로 활동하고 있다. 대한민국 국가대표팀의 일원으로 2018년 동계 올림픽에 참가했다.